# La Haute-Rivière
La Haute-Rivière est une ancienne commune française[réf. nécessaire] du département du Calvados. Elle n'a connue qu'une brève existence : avant 1794, la commune est supprimée et rattachée à Cauville.

## Source
- Des villages de Cassini aux communes d'aujourd'hui, « Notice communale : La Haute-Rivière », sur ehess.fr, École des hautes études en sciences sociales.